# بحث كيفي نفسي
في علم النفس، يعرّف البحث الكيفي بأنه بحثٌ لا يتوصّل لنتائجه عبر الإجراءات الإحصائية أو الكمية الأخرى. غالبًا ما يُعتبر بأنه واقعي. هدفه فهم السلوك في البيئة الطبيعية. يعزى للبحث الكيفي هدفين آخرين هما: فهم الظواهر من منظور المشارك في البحث وفهم المعنى الذين يعطيه الناس لتجاربهم. يحاول فعل ذلك عبر استخدام ما يدعى بالأساليب الواقعية مثل إجراء المقابلات والمراقبات والإثنوغرافيا الوصفية ومراقبة المشاركين والمجموعات البؤرية. يسعى كل من هذه الأساليب لفهم منظور المشارك في البحث في سياق حياته اليومية. هذا يعني أن الباحث مهتم بطرح أسئلةٍ عريضةٍ تسمح للمجيبين بالإجابة عليها بلغتهم الخاصة. تسمح هذه الأساليب للباحث بمحاولة تعديل فهمه خلال عملية البحث من خلال طرح أسئلةٍ تحقيقيةٍ إضافيةٍ. بالإضافة لذلك، يسمح أسلوبٌ مثل المراقبة للباحث بمراقبة الناس البيئة الطبيعية خاصة أولئك الموجودون في أماكن عامة.
يُقال أحيانًا أن للبحث الكيفي هدفًا يتمثّل بفهم العينة المدروسة عوضًا عن التعميم من العينة إلى الجمهور العام للبحث. فمثلًا ستعطينا نتائج دراسة حالةٍ كيفيةٍ عن أطفال مدرسةٍ ابتدائيةٍ في مدرسةٍ معينةٍ واستخدامهم لهواتفهم المحمولة معلوماتٍ أكثر حول استخدام الأطفال للهواتف المحمولة في الجمهور العام للبحث منها حول استخدام الكبار لهواتفهم. بجميع الأحوال، يجب أخذ نوع المدرسة (خاصة أو عامة) ومكانها والخلفية الاجتماعية الاقتصادية للطلاب بعين الاعتبار عند تعميم أي نتائج على بيئة أخرى (سواء مدارس أخرى أو جماهير أخرى من الأطفال).
بالإضافة لأساليب جمع البيانات المذكورة في الأعلى، يشمل البحث الكيفي طائفةً كبيرةً من طرق تحليل البيانات. أحد أكثرها شيوعًا هي نظرية المعرفة التامة (grounded theory). وتشمل أيضًا تحليل المحادثة وتحليل استعمال اللغة وتحليل الموضوع وكذلك التحليل التاريخي.
يشدد البحث النفسي الكيفي على العمل الميداني وهذا التشديد يُعتبر علامةً مميزةً. ويوصف البحث النفسي الكيفي أيضًا بأنه كلّي. أي أن البحث النفسي الكيفي يؤمن بدراسة الظواهر في سياقها عوضًا عن التركيز على نواحٍ ضيقةٍ من الظاهرة. هذا يعني أنهم إما يراقبون أو يشاركون في الظواهر التي يدرسونها، مثل حضور مباراة كرة قدم لفهم سلوك المعجبين و/أو طرح أسئلة ذات نهايات مفتوحة حول سلوك المعجبين في مباراة كرة القدم. هذه الأسئلة كليّة لأنها مصممة لفهم سياق السلوك، وسيتبعون نمطًا تستنسخ فيه التجربة، مثلًا: ماذا تفعل عندما تصل؟ مع من جئت؟ ماذا فعلت عندها؟ بجميع الأحوال، فإن طرقًا مماثلة تستخدم أحيانًا من قبل الباحثين الكميين أيضًا.

## الأصول والأساليب
توجد الأسس الفلسفية للبحث النفسي الكيفي في علم الظواهر وعلم الاجتماع والمذهب السلوكي الواقعي. وتشتق أساليبه البحثية من الإثنوغرافيا الوصفية والأنثروبولوجيا.
في علم النفس، تشمل الأساليب البحثية المصنفّة بصورةٍ شائعةٍ على أنها وصفية:
- مراقبة المشارك
- المراقبة المباشرة
- إجراء المقابلات غير المنظّمة
- دراسات الحالة
- تحليل المحتوى
- تحليل البروتوكول
- المجموعات البؤرية

تتألف البيانات التي يجمعها الباحثون باستخدام هذه التقنيات من:
- نتائج المقابلات ذات الأسئلة مفتوحة النهاية
- ملاحظات المراقبة المباشرة
- الوثائق المكتوبة (أجوبة الاستبيانات والمذكرات وتسجيلات البرامج...إلخ)

بعد جمع البينات، يتمثّل هدف الباحثين النفسيين الكيفيين في فحص بياناتهم بعمقٍ وتفصيلٍ. تستخدم الأساليب الكيفية بصورةٍ واسعةٍ كأساليب استكشافية، وتستخدم نتائج التحليل الكيفي لتصميم بحثٍ كيفي يختبر فرضية العدم المشتقة من المراقبات الكيفية.
يجادل الباحثين النفسيين الذين يفضلون البحث الكيفي بأن البحث المعتمد على الإحصاء فيه نواقص لأنه أقل قدرة على أخذ سياق التصرف بعين الاعتبار. طوّر الباحثين الكيفيين معاييرهم الخاصة لتقييم الموثوقية والصلاحية. ويعتبر عمل ايفونا لينكولن وإيغون غوبا مثالًا على ذلك.
قابلية التأكد هو مفهوم كيفي مماثل لمفهوم الحيادية في البحث الكمي، ويعبّر عن درجة تأكيد الباحثين الآخرين لنتائج البحث.
اقترحت قابلية الانتقال كبديلٍ كيفي لقياس الصلاحية النفسية، وتكون نتائج البحث قابلة للانتقال إلى الدرجة التي يمكن فيها تعميمها على بيئاتٍ أخرى غير التي حدثت فيها.
يمكن الجدل بأن أي مفهوم يحاول قياس درجة أو مدى هو ذو أصلٍ كيفي.

## التطبيقات

### علم النفس التعليمي
يُستخدم البحث الكيفي في علم النفس التعليمي للإجابة على الأسئلة المعنية بفهم معنى وجمع البيانات غير الرقمية ذات الصلة لإدراك ظواهر معينة. أساس البحث الكيفي الجيد هو القدرة على الإضاءة على آراء المشاركين في البحث وأفعالهم وسياقهم الاجتماعي كما يفهمونه هم. يُستخدم المنطق الكيفي لفحص الأنماط بين الناس، ويستخدم بصورةٍ واسعةٍ في علم النفس التعليمي. يستفيد علماء النفس التعليمي من الأدب الكيفي في آخر 11 عام لتصميم دراساتهم البحثية. لا يبدو أن هناك زيادة في عدد علماء النفس التعليمي الذين ينشرون دراساتهم باستخدام أطر التصميم الكيفي في السنوات الخمس الأخيرة. بالمقابل، للأمر نقاط ضعف كذلك. تساعد الصيغ الكيفية لتمثيل المعرفة مثل النص على إدراك فهم المتعلم، لكن يصعب جمعها في ملخص يظهر بصورة مختصرة تطور المتعلم أو يسمح بالمقارنة بين المتعلمين أو بين المجموعات. الفرق الأساسي والجوهري بين أسلوب البحث الكيفي وأسلوب البحث الكمي هو كيفية جمع البيانات وتحليلها. لذلك ستركز هذه المقالة على أساليب البحث وكيفية جمع البيانات وتحليلها من قبل الباحثين الكيفيين.

### علم النفس الصحي
أصبحت الأساليب الكيفية في علم النفس الصحي طريقةً أكثر شيوعًا للمقاربة البحثية بهدف زيادة فهم الصحة والمرض وكيفية تأصّل هذه الظواهر اجتماعيًا في الحياة اليومية للناس. جرى الدفاع عن قيمة هذه المقاربة في عام 1998 من خلال قضية خاصة مكرسة للبحث الكيفي كتبها ميشيل موراي وكيري تشامبرلين ونشرت في دورية هيلث سايكولوجي. وأتبع ذلك عام 1999 بنص بعنوان «علم النفس الصحي: النظريات والأساليب» كتبه كلا الباحثين السابقي الذكر. منذ ذلك الوقت تبنّى علماء النفس مجموعة كبيرة من أساليب البحث الكيفي منها: تحليل الحوار وتحليل الموضوع وتحليل السرد والتحليل التفسيري للظواهر. نشرت دورية هيلث سايكولوجي في عام 2015 قضيةً خاصةً حول البحث الكيفي كتبها برندان غاو وجانيت دياتريك.

### البحث التسويقي
تبلور البحث النفسي الكيفي كواحدٍ من أكثر الطرق فعاليةً في إدراك سلوكيات المستهلكين والعملاء ومواقفهم وعمليات اتخاذ القرار لديهم. ستزعم معظم شركات البحث الكيفي في العالم بأنها توظف علماء نفس وتبني نتائجهم على نظريات نفسية. تتغيّر المنهجيات التي يدعمها علم النفس والمطبّقة في البحث الكيفي التسويقي وتخضع لمزيد من التطور باستمرار. أحد الأمثلة على النظريات النفسية التي طُورت خصيصًا للاستخدام في البحث التسويقي هي «علم النفس المورفولوجي».

## جمع البيانات
يعتبر الباحث في البحث الكيفي أداة لجمع البيانات بصورةٍ أساسيةٍ، ويشمل البحث الكيفي:
- البيانات المجموعة من المشارك
- المراقبات
- المقابلات
- الاستبيانات
- المكالمات الهاتفية
- المجموعات البؤرية

وتعتبر المقابلات والمجموعات البؤرية ومراقبة المشارك أشيع طرق جمع البيانات الكيفي.
تُوظّف مراقبة المشارك بصورةٍ خاصةٍ من قبل علماء الإثنوغرافيا الوصفية في تقاليد الأنثروبولوجيا، إذ تستخدم لمعرفة عادات مجموعة معينة من الناس وتفاعلاتهم وممارساتهم التي تحدث بصورةٍ طبيعيةٍ في بيئاتهم الاجتماعية بهدف فهم ثقافتهم. عندما يصبح الباحث جزءًا من المشاركين في الموقف قيد المراقبة فإنه يدعى المشارك المراقب.
يمكن أن تُستخدم البيانات الكيفية لتقوية تصاميم البحث الكيفي وتصاميم البحث التداخلي. فمثلًا، في علم النفس التعليمي يمكن أن يقوم الباحثون بدراسة ٍتجريبيةٍ كيفيةٍ من خلال مراقبة أو إجراء مقابلات مع مجموعاتٍ مختلفةٍ من الطلاب لتحديد أي مجموعةٍ يجب أن تُختار من أجل الدراسة الكيفية.

## المجموعات البؤرية
اكتسب نقاش المجموعة البؤرية شعبيةً في العلوم الاجتماعية في القرن الأخير. قبل سبعينات القرن العشرين كانت المجموعات البؤرية تستخدم بصورةٍ أساسيةٍ في التسويق والدراسات في مجال إدارة الأعمال، لكنها أصبحت فيما بعد أشيع في مجالات أخرى مثل التعليم والاتصالات والإعلام والبحث المناصر للنسوية وعلم الاجتماع وعلم النفس الاجتماعي. وتُعرف المجموعات البؤرية بأنها مقابلة مجموعات. يُشجّع الأعضاء فيها على التفاعل والنقاش. ونادرًا ما تنتج المقابلات والمراقبات بياناتٍ غنيةٍ كتلك التي تنتج عن النقاش في المجموعات البؤرية والتي تزودنا بقوةٍ معرفيةٍ كبيرةٍ.
تركز المجموعات البؤرية أيضًا على ما هو أبعد من ذاكرة الفرد ورغباته. يجب أخذ غنى وتعقيد ديناميكا المجموعة بعين الاعتبار. يمكن أن تعطي المجموعة البؤرية معلوماتٍ عن ديناميكا التفاعل الاجتماعي التي تنتج ذكريات ومعتقدات وممارسات معينة بين أفراد المجموعة. 
بحسب ليدرمان فإن المجموعة البؤرية هي تقنية تشمل استخدام مقابلات عميقة للمجموعة يجري فيها اختيار المشاركين بناء على كونهم عيناتٍ مستهدفةٍ من جمهورٍ معينٍ، وتكون المجموعة مركزةً حول موضوعٍ معينٍ. وبحسب بويل فإنها مجموعة الأفراد المختارين من قبل الباحثين للنقاش والتعليق من خبرتهم الشخصية على موضوع البحث. 
بعض أهم ميزات المجموعات البؤرية أن المجموعة الواحدة تشمل عددًا يبلغ 4-10 أشخاص، ويعتمد حجم المجموعة على الموضوع. يجب أن يكون حجم المجموعة قليلًا بما يكفي ليحصل كل أعضائها على فرصة مشاركة آرائهم وبنفس الوقت كبيرًا بما يكفي ليحصل الأعضاء على وجهاتٍ نظرٍ مختلفة. وكذلك يجب أن يكون المشاركين في كل مجموعة متجانسين ولا يعرفون بعضهم البعض أي أنهم من أعمارٍ وخلفياتٍ عرقيةٍ متماثلةٍ وذلك كي لا يحدث الكثير من الصدامات في الجلسة، وبنفس الوقت يجب ألا تكون المجموعة متجانسة جدًا لأن بعض التغاير مهمٌ للحصول على معلوماتٍ مفيدةٍ عندما يتعلق الأمر بتذكر أحداثٍ ماضيةٍ أو بالمجموعات الدينية. المجموعات البؤرية هي إجراء لجمع البيانات يكون فيه الغاية الأساسية تحديد الإدراك والمشاعر وطرق التفكير، وليس الغاية منها الوصول إلى اتفاق حول أمرٍ معينٍ. تستفيد المجموعات البؤرية من البيانات الكيفية التي جُمعت باستخدام أدواتٍ وصفيةٍ تحتاج لأشخاص ماهرين مما يساعد على فهم عوالم الأفراد مع أخذ مواقفهم وإدراكهم وأفكارهم بعين الاعتبار. ولكل مجموعةٍ بؤرية نقاش مركّز يبقى فيه القائد مركزًا على موضوعٍ معينٍ مما يساعد في بقاء النقاش على مساره الصحيح في الوقت الذي يطرح فيه الأفراد أفكارًا مختلفة حول نفس الموضوع.